# Protamandua rothi
Protamandua rothi (лат.) — вымерший вид семейства муравьедовых отряда неполнозубых. Единственный известный науке вид рода Protamandua. Его ископаемые остатки известны из миоцена (17,5—16,3 млн лет назад). Они найдены на территории Южной Америки в Аргентине (формация Санта-Крус). Это было наземное насекомоядное животное. Его ближайшие ныне живущие родственники — гигантский муравьед (Myrmecophaga tridactyla) и тамандуа (род Tamandua). Возможно, это был их общий предок.